# Гвимбрала
Гвимбрала (груз. გვიმბრალა) — село в Грузии, на территории Лентехского муниципалитета края (мхаре) Рача-Лечхуми и Нижняя Сванетия.

## География
Село находится в северной части Грузии, на левом берегу реки Цхенисцкали, на расстоянии приблизительно 9 километров (по прямой) к юго-востоку от посёлка городского типа Лентехи, административного центра муниципалитета. Абсолютная высота — 685 метров над уровнем моря.

## Население
По результатам официальной переписи населения 2014 года, в Гвимбрале проживало 77 человек (40 мужчин и 37 женщин). В национальной структуре населения грузины составляли 100 % .
| Год  | Население, человек |
| ---- | ------------------ |
| 2002 | 159                |
| 2014 | ↘ 77               |